# Sportclub Heerenveen 2013-2014
Questa voce raccoglie le informazioni riguardanti lo Sportclub Heerenveen nelle competizioni ufficiali della stagione 2013-2014.

## Maglie e sponsor
Lo sponsor tecnico per la stagione 2013-2014 fu Jako, mentre lo sponsor ufficiale fu Univé. La divisa casalinga era costituita da una maglietta bianca a strisce blu, pantaloncini bianchi e calzettoni neri con strisce orizzontali blu e bianche sull'elastico. Quella da trasferta era nera con delle fini strisce blu sulla maglia.
| Casa | Trasferta |

## Rosa
| N. |                        | Ruolo | Calciatore           |
| -- | ---------------------- | ----- | -------------------- |
| 1  | Svezia (bandiera)      | P     | Kristoffer Nordfeldt |
| 2  | Ungheria (bandiera)    | D     | Kenny Otigba         |
| 3  | Paesi Bassi (bandiera) | D     | Mitchell Dijks       |
| 4  | Paesi Bassi (bandiera) | D     | Christian Kum        |
| 5  | Paesi Bassi (bandiera) | D     | Pele van Anholt      |
| 6  | Belgio (bandiera)      | D     | Stefano Marzo        |
| 7  | Paesi Bassi (bandiera) | A     | Rajiv van La Parra   |
| 8  | Paesi Bassi (bandiera) | D     | Arnold Kruiswijk     |
| 9  | Nigeria (bandiera)     | A     | Uche Nwofor          |
| 11 | Islanda (bandiera)     | A     | Alfreð Finnbogason   |
| 12 | Paesi Bassi (bandiera) | C     | Joeri de Kamps       |
| 14 | Paesi Bassi (bandiera) | A     | Yanic Wildschut      |
| 15 | Paesi Bassi (bandiera) | C     | Marten de Roon       |
| 16 | Guatemala (bandiera)   | C     | Marco Pappa          |
| 17 | Paesi Bassi (bandiera) | A     | Luciano Slagveer     |
| 18 | Paesi Bassi (bandiera) | A     | Anthony Lurling      |
| 18 | Norvegia (bandiera)    | C     | Magnus Wolff Eikrem  |

| N. |                               | Ruolo | Calciatore          |
| -- | ----------------------------- | ----- | ------------------- |
| 19 | Macedonia del Nord (bandiera) | A     | Samir Fazli         |
| 20 | Finlandia (bandiera)          | D     | Jukka Raitala       |
| 21 | Paesi Bassi (bandiera)        | C     | Joey van den Berg   |
| 22 | Paesi Bassi (bandiera)        | C     | Hakim Ziyech        |
| 23 | Paesi Bassi (bandiera)        | D     | Ramon Zomer         |
| 24 | Ungheria (bandiera)           | A     | Szabolcs Varga      |
| 25 | Belgio (bandiera)             | P     | Brian Vandenbussche |
| 26 | Paesi Bassi (bandiera)        | P     | Chiel Kramer        |
| 30 | Paesi Bassi (bandiera)        | P     | Andries Noppert     |
| 32 | Paesi Bassi (bandiera)        | D     | Stephen Warmolts    |
| 33 | Paesi Bassi (bandiera)        | D     | Fahd Aktaou         |
| 34 | Paesi Bassi (bandiera)        | D     | Joost van Aken      |
| 36 | Paesi Bassi (bandiera)        | C     | Menno Heerkes       |
| 37 | Paesi Bassi (bandiera)        | C     | Michael Chacón      |
| 38 | Austria (bandiera)            | C     | Daniel Geissler     |
| 45 | Paesi Bassi (bandiera)        | A     | Bilal Basacikoglu   |
| 46 | Paesi Bassi (bandiera)        | C     | Daley Sinkgraven    |

## Calciomercato

### Sessione estiva(dal 01/07 al 02/09)
| Arrivi           | Arrivi              | Arrivi        | Arrivi        |
| R.               | Nome                | da            | Modalità      |
| ---------------- | ------------------- | ------------- | ------------- |
| P                | Chiel Kramer        |               | svincolato    |
| D                | Mitchell Dijks      | Ajax          | prestito      |
| D                | Stefano Marzo       |               | svincolato    |
| C                | Joeri de Kamps      | Ajax          | prestito      |
| C                | Magnus Wolff Eikrem | Molde         | definitivo    |
| A                | Samir Fazli         | Helmond Sport | fine prestito |
| A                | Uche Nwofor         | VVV-Venlo     | prestito      |
| A                | Yanic Wildschut     | VVV-Venlo     | definitivo    |
| Altre operazioni |                     |               |               |
| R.               | Nome                | da            | Modalità      |
| A                | Arsenio Valpoort    | PEC Zwolle    | fine prestito |

| Partenze | Partenze            | Partenze         | Partenze      |
| R.       | Nome                | a                | Modalità      |
| -------- | ------------------- | ---------------- | ------------- |
| P        | Kenny Steppe        | Waasland-Beveren | definitivo    |
| D        | Jeffrey Gouweleeuw  | AZ Alkmaar       | definitivo    |
| D        | Sven Kums           | Zulte Waregem    | definitivo    |
| D        | Doke Schmidt        | Go Ahead Eagles  | prestito      |
| D        | Jens Streutker      | Heracles Almelo  | prestito      |
| D        | Gianni Zuiverloon   | Maiorca          | fine prestito |
| C        | Filip Đuričić       | Benfica          | definitivo    |
| C        | Yassine El Ghanassy | Gent             | fine prestito |
| C        | Lukáš Mareček       | Anderlecht       | fine prestito |
| A        | Matthew Amoah       |                  | svincolato    |
| A        | Daniël de Ridder    |                  | svincolato    |
| A        | Oussama Tannane     |                  | svincolato    |
| A        | Mark Uth            | Heracles Almelo  | prestito      |
| A        | Arsenio Valpoort    |                  | svincolato    |

### Sessione invernale(dal 01/01 al 31/01)
| Arrivi | Arrivi          | Arrivi       | Arrivi     |
| R.     | Nome            | da           | Modalità   |
| ------ | --------------- | ------------ | ---------- |
| A      | Anthony Lurling | NAC Breda    | definitivo |
| A      | Szabolcs Varga  | MTK Budapest | definitivo |

| Partenze | Partenze            | Partenze      | Partenze   |
| R.       | Nome                | a             | Modalità   |
| -------- | ------------------- | ------------- | ---------- |
| D        | Fahd Aktaou         | Almere City   | prestito   |
| C        | Daniel Geissler     | Schalke 04 II | definitivo |
| C        | Marco Pappa         |               | svincolato |
| C        | Magnus Wolff Eikrem | Cardiff City  | definitivo |
| A        | Yanic Wildschut     | ADO Den Haag  | prestito   |

## Risultati

### Eredivisie

#### Girone di andata
| Arbitro: | van Boekel (Vierlingsbeek) |

|                                                             |           |                                     |
| Finnbogason 22’ (rig.), 54’ van Anholt 56’ van La Parra 90’ | Marcatori | 50’ Johansson 88’ (rig.) Jóhannsson |

| Arbitro: | Braamhaar (Rijssen-Holten) |

|  |           |                            |
|  | Marcatori | 40’ Ziyech 90’ Finnbogason |

| Arbitro: | Sanders |

|                                 |           |                                                   |
| Finnbogason 3’ van den Berg 73’ | Marcatori | 45’ Duarte 62’ Rienstra 69’ te Wierik 88’ Linssen |

| Arbitro: | Vink (Noordwijkerhout) |

|                                       |           |                                          |
| Finnbogason 23’, 32’ Wolff Eikrem 44’ | Marcatori | 13’ Moisander 17’ Sigþórsson 65’ Eriksen |

| Arbitro: | Blom (Gouda) |

|               |           |                  |
| Bengtsson 90’ | Marcatori | 64’ van den Berg |

| Arbitro: | Makkelie (Dordrecht) |

|                                                      |           |                                         |
| Wildschut 52’ Otigba 55’ Finnbogason 72’ (rig.), 90’ | Marcatori | 31’ (rig.) van der Velden 56’ Kappelhof |

| Arbitro: | Liesveld (Waverveen) |

|                                    |           |                                                   |
| Donald 33’ Németh 60’ Hupperts 70’ | Marcatori | 26’ Wolff Eikrem 62’ Finnbogason 67’ van den Berg |

| Arbitro: | Blom (Gouda) |

|                              |           |            |
| Slagveer 17’ Finnbogason 67’ | Marcatori | 65’ Lukoki |

| Arbitro: | Nijhuis (Enschede) |

|                |           |            |
| van Duinen 70’ | Marcatori | 90’ Otigba |

| Arbitro: | Liesveld (Waverveen) |

|                            |           |                                 |
| Finnbogason 43’ Otigba 49’ | Marcatori | 54’, 72’ Piazon 90’ van Aanholt |

| Arbitro: | Wiedemeijer (Boxmeer) |

|                 |           |            |
| Higdon 33’, 52’ | Marcatori | 85’ Ziyech |

| Arbitro: | Kamphuis (Groninga) |

|                           |           |  |
| Toornstra 19’ Mulenga 54’ | Marcatori |  |

| Arbitro: | van Sichem (Almere) |

|                                                               |           |                        |
| Otigba 34’ Finnbogason 48’ (rig.), 64’, 79’ (rig.) Ziyech 85’ | Marcatori | 72’ Beauguel 88’ Lamey |

| Arbitro: | Gözübüyük (Haarlem) |

|               |           |               |
| Jozefzoon 90’ | Marcatori | 80’ Wildschut |

| Arbitro: | Vink (Noordwijkerhout) |

|                                       |           |                |
| de Roon 48’ van Anholt 52’ Ziyech 84’ | Marcatori | 43’ Falkenburg |

| Arbitro: | Kuipers (Oldenzaal) |

|                     |           |                       |
| van Beek 45’ (aut.) | Marcatori | 9’ Boëtius 16’ Immers |

| Arbitro: | Sanders |

|             |           |                             |
| Broerse 55’ | Marcatori | 32’ (rig.), 69’ Finnbogason |

#### Girone di ritorno
| Arbitro: | Blom (Alphen aan den Rijn) |

|                |           |                                                              |
| Jóhannsson 40’ | Marcatori | 12’ Basacikoglu 21’, 73’ Ziyech 45’ Slagveer 69’ Finnbogason |

| Arbitro: | van Boekel (Vierlingsbeek) |

|                                   |           |                         |
| Ziyech 12’ Finnbogason 66’ (rig.) | Marcatori | 30’ Németh 71’ Hupperts |

| Arbitro: | Gözübüyük (Haarlem) |

|                                |           |                 |
| Manu 4’ Ogbeche 44’ Lukoki 69’ | Marcatori | 86’ Finnbogason |

| Arbitro: | Janssen (Meijel) |

|                                                    |           |  |
| Otigba 58’ Finnbogason 68’ (rig.) van La Parra 90’ | Marcatori |  |

| Arbitro: | Liesveld (Waverveen) |

|  |           |                      |
|  | Marcatori | 73’ Tadić 90’ Børven |

| Arbitro: | Nijhuis (Enschede) |

|                     |           |                                                    |
| de Leeuw 86’ (rig.) | Marcatori | 33’ van La Parra 36’ Ziyech 40’ (rig.) Finnbogason |

| Arbitro: | van Boekel (Vierlingsbeek) |

|                                    |           |  |
| Schöne 12’ (rig.), 18’ (rig.), 82’ | Marcatori |  |

### KNVB beker
| Arbitro: | Vink (Noordwijkerhout) |

|                                   |           |  |
| Slagveer 20’ Finnbogason 50’, 63’ | Marcatori |  |

| Arbitro: | Makkelie (Dordrecht) |

|           |           |  |
| Zomer 22’ | Marcatori |  |

| Arbitro: | Makkelie (Dordrecht) |

|                                                                      |                      |                                                                             |
| Jóhannsson 19’, 105’                                                 | Marcatori            | 9’, 103’ Ziyech                                                             |
| Jóhannsson Ortiz Beerens Gorter Gudelj Berghuis Viergever Gouweleeuw | Tiri di rigore 7 – 6 | de Roon Finnbogason Ziyech van Anholt Basacikoglu Zomer Kruiswijk Wildschut |